# 2013 로드 FC 대회
2013 로드 FC 대회는 대한민국의 종합격투기단체  로드 FC의 2013년도 대회에 관하여 다루고 있다. 2013년은 로드 FC의 출범 3년째가 되는 해였다. 총 3개의 대회가 개최되었으며 로드 FC 011 대회로 시작해 로드 FC 013 대회로 끝이 났다.

## 이벤트 목록
| # | 대회명                       | 메인이벤트               | 날짜             | 경기장              | 장소          |
| - | ---------------------------- | ------------------------ | ---------------- | ------------------- | ------------- |
| 3 | Road FC 013: Nam vs. Kume II | 남의철 vs. 구메 다카스케 | 2013년 10월 12일 | 구미실내체육관      | 경북 구미시   |
| 2 | Road FC 012: Lee vs. Song    | 이길우 vs. 송민종        | 2013년 6월 22일  | 원주치악체육관      | 강원도 원주시 |
| 1 | Road FC 013: Nam vs. Kume    | 남의철 vs. 구메 다카스케 | 2013년 4월 13일  | 올림픽공원 올림픽홀 | 서울특별시    |

## Road FC 013: Nam vs. KumeII
로드 FC 013: 남의철 vs. 구메 다카스케  II는 대한민국의 종합격투기 단체 로드 FC가 2013년 10월 12일 경북 구미시 구미실내체육관에서 개최한 대회이다.

### 배경
남의철의 로드 FC 라이트급 타이틀 1차 방어전(vs. 구메 다카스케)이 메인이벤트로 선택되었다. 지난 로드 FC 011 대회에서 남의철은 연장 라운드까지 가는 접전 끝에 구메 다카스케를 꺾고 초대 로드 FC 라이트급 챔피언에 등극했지만, 이후 석연치 않은 판정과 경기 운영이 문제가 되어 구설수가 끊이지 않았다. 특히 경기 중 남의철의 수차례 철창을 잡는 행위와 이를 심판이 제지하지 않은 점이 논란이 되었다. 이에 로드 FC 측은 구메에게 재대결 기회를 주겠다는 의견을 전했고, 구메 측은 짧은 고심 후에 이를 수락, 두 선수의 재대결이 결정되었다.
한편 본 대회에서는 페더급 챔피언 결정을 위한 토너먼트 4강전 두 개의 매치가 프릴리미너리 카드에서 펼쳐졌다.

### 결과
1. ↑  로드 FC 라이트급 챔피언십
2. ↑  로드 FC 페더급 토너먼트 4강전
3. ↑  로드 FC 페더급 토너먼트 4강전

### 라운드 걸
- 임지혜, 채보미, 송가연

## Road FC 012: Lee vs. Song
로드 FC 012: 이길우 vs. 송민종은 대한민국의 종합격투기 단체 로드 FC가 2013년 6월 22일 강원도 원주시 원주치악체육관에서 개최한 대회이다.

### 배경
이길우와 송민종의 제2대 로드 FC 밴텀급 챔피언 결정전이 메인이벤트로 선택되었다. 초대 밴텀급 챔피언이었던 강경호가 UFC에 이적하면서 공석이 된 밴텀급 타이틀을 놓고 다시 한번 8강 토너먼트를 거치며 결승에 오른 이길우와 송민종이 대결을 펼치게  된 것이다.
한편 본 대회에서는 페더급 챔피언십을 위한 8강전 네 개의 매치가 프릴리미너리 카드에서 펼쳐졌다.

### 결과
| Main card               | Main card   | Main card | Main card         | Main card                     | Main card | Main card | Main card |
| 체급                    |             |           |                   | 방식                          | 라운드    | 시간      | 비고      |
| ----------------------- | ----------- | --------- | ----------------- | ----------------------------- | --------- | --------- | --------- |
| 밴텀급                  | 이길우      | def.      | 송민종            | 판정 (2-1)                    | 3         | 5:00      | [ a ]     |
| 웰터급                  | 배명호      | vs.       | 앤드류스 나카하라 | 무승부 (1-0)                  | 3         | 5:00      |           |
| 페더급                  | 권배용      | def.      | 오미가와 미치히로 | 판정 (2-1)                    | 2         | 5:00      | [ b ]     |
| 여성부 페더급           | 셀리나 하가 | def.      | 요시다 마사코     | 서브미션 (리어네이키드 초크)  | 1         | 4:02      |           |
| 미들급                  | 이둘희      | def.      | 가와무라 료       | 판정 (2-1)                    | 3         | 5:00      |           |
| 라이트헤비급            | 노지 류타   | def.      | 김지훈            | TKO (펀치 연타)               | 2         | 3:01      |           |
| Prelim (Young Guns 008) |             |           |                   |                               |           |           |           |
| 체급                    |             |           |                   | 방식                          | 라운드    | 시간      | 비고      |
| 밴텀급                  | 이윤준      | def.      | 오츠카 타카후미   | 판정 (3-0)                    | 3         | 5:00      |           |
| 페더급                  | 김창현      | vs.       | 우메다 고스케     | 경기 취소 (김창현의 계체실패) | -         | -         | [ c ]     |
| 페더급                  | 길영복      | def.      | 김원기            | 판정 (3-0)                    | 2         | 5:00      | [ d ]     |
| 페더급                  | 최무겸      | def.      | 허벌트 기븐       | 판정 (3-0)                    | 2         | 5:00      | [ e ]     |
| 페더급                  | 조병옥      | def.      | 송창현            | 판정 (3-0)                    | 2         | 5:00      | [ f ]     |
| 밴텀급                  | 한이문      | def.      | 김성재            | 판정 (3-0)                    | 3         | 5:00      |           |

1. ↑  로드 FC 밴텀급 챔피언십
2. ↑  로드 FC 페더급 토너먼트 8강전
3. ↑  로드 FC 페더급 토너먼트 8강전
4. ↑  로드 FC 페더급 토너먼트 8강전
5. ↑  로드 FC 페더급 토너먼트 8강전
6. ↑  로드 FC 페더급 토너먼트 리저브 매치

#### 로드 FC 밴텀급 2대 챔피언 결정 토너먼트 대진표
|  | 8강 Road FC 011 (2013-04-13) | 8강 Road FC 011 (2013-04-13) | 8강 Road FC 011 (2013-04-13) |  |  | 4강 Road FC 011 (2013-04-13) | 4강 Road FC 011 (2013-04-13) | 4강 Road FC 011 (2013-04-13) |     |        | 결승 Road FC 012 (2013-06-22) | 결승 Road FC 012 (2013-06-22) | 결승 Road FC 012 (2013-06-22) |
|  |                              |                              |                              |  |  |                              |                              |                              |     |        |                               |                               |                               |
|  | 문제훈                       | 문제훈                       | DEC                          |  |  |                              |                              |                              |     |        |                               |                               |                               |
|  | 사토 쇼코                    | 사토 쇼코                    | 2-1                          |  |  | 문제훈                       | 문제훈                       | 1R                           |     |        |                               |                               |                               |
|  | 이길우                       | 이길우                       | DEC                          |  |  | 이길우                       | 이길우                       | KO                           |     |        |                               |                               |                               |
|  | 홍정기                       | 홍정기                       | 3-0                          |  |  |                              |                              |                              |     | 이길우 | 이길우                        | DEC                           |                               |
|  | 송민종                       | 송민종                       | DEC                          |  |  |                              | 송민종                       | 송민종                       | 2-1 |        |                               |                               |                               |
|  | 앨런 요시히로                | 앨런 요시히로                | 3-0                          |  |  | 송민종                       | 송민종                       | SUB                          |     |        |                               |                               |                               |
|  | 이윤준                       | 이윤준                       | TKO                          |  |  | 이윤준                       | 이윤준                       | 1R                           |     |        |                               |                               |                               |
|  | 김호준                       | 김호준                       | 1R                           |  |  |                              |                              |                              |     |        |                               |                               |                               |
|  |                              |                              |                              |  |  |                              |                              |                              |     |        |                               |                               |                               |
|  |                              |                              |                              |  |  |                              |                              |                              |     |        |                               |                               |                               |

### 라운드 걸
- 박시현, 주다하, 임지혜

## Road FC 011: Nam vs. Kume
Road FC 011: 남의철 vs. 구메 다카스케는 대한민국의 종합격투기 단체 로드 FC가 2013년 4월 13일 서울 올림픽공원 올림픽홀에서 개최한 대회이다.

### 배경
남의철과 구메 다카스케의 초대 로드 FC 라이트급 챔피언 결정전이 메인이벤트로 선택되었다. 8강 토너먼트에서 남의철은 도류 마사히로와 뷰실 콜로사를 꺾고 결승에 올랐고, 구메 다카스케는 김창현과 윤철을 꺾고 결승에 올랐다.
한편 본 대회에서는 강경호의 UFC 진출로 공석이 된 밴텀급 챔피언 결정전을 위한 토너먼트 8강전 네 개의 매치와 4강전 두 개의 매치가 프릴리미너리 카드에서 모두 치러졌다.

### 결과
| 라이트급                | 남의철             | def. | 구메 다카스케 | 판정 (3-0)                   | 3+1    | 5:00 | [ a ] |
| 페더급                  | 요아킴 한센        | def. | 서두원        | 서브미션 (암트라이앵글 초크) | 2      | 3:18 |       |
| 라이트헤비급            | 라모 티에리 소쿠주 | def. | 위승배        | 판정 (3-0)                   | 3      | 5:00 |       |
| 미들급                  | 손혜석             | def. | 미노와맨      | TKO (펀치 연타)              | 3      | 0:55 |       |
| 웰터급                  | 차정환             | vs.  | 루이스 라모스 | 무승부 (0-0)                 | 3      | 5:00 |       |
| 라이트급                | 무랏 카잔          | def. | 이형석        | 서브미션 (길로틴 초크)       | 1      | 0:55 |       |
| Prelim (Young Guns 007) |                    |      |               |                              |        |      |       |
| 체급                    |                    |      |               | 방식                         | 라운드 | 시간 | 비고  |
| 밴텀급                  | 송민종             | def. | 이윤준        | 서브미션 (길로틴 초크)       | 1      | 3:03 | [ b ] |
| 밴텀급                  | 이길우             | def. | 문제훈        | KO (펀치)                    | 1      | 2:32 | [ c ] |
| 밴텀급                  | 이윤준             | def. | 김호준        | TKO (펀치 연타)              | 1      | 0:50 | [ d ] |
| 밴텀급                  | 송민종             | def. | 알란 요시히로 | 판정 (3-0)                   | 2      | 5:00 | [ e ] |
| 밴텀급                  | 이길우             | def. | 홍정기        | 판정 (3-0)                   | 2      | 5:00 | [ f ] |
| 밴텀급                  | 문제훈             | def. | 사토 쇼코     | 판정 (2-1)                   | 2      | 5:00 | [ g ] |
| 밴텀급                  | 김민우             | def. | 김성재        | 판정 (3-0)                   | 2      | 5:00 | [ h ] |

1. ↑  초대 로드 FC 라이트급 챔피언십
2. ↑  로드 FC 밴텀급 토너먼트 4강전
3. ↑  로드 FC 밴텀급 토너먼트 4강전
4. ↑  로드 FC 밴텀급 토너먼트 8강전
5. ↑  로드 FC 밴텀급 토너먼트 8강전
6. ↑  로드 FC 밴텀급 토너먼트 8강전
7. ↑  로드 FC 밴텀급 토너먼트 8강전
8. ↑  로드 FC 밴텀급 토너먼트 리저브 파이트

#### 로드 FC 라이트급 초대 챔피언 결정 토너먼트 대진표
|  | 8강 Road FC 009 (2012-09-15) | 8강 Road FC 009 (2012-09-15) | 8강 Road FC 009 (2012-09-15) |  |  | 4강 Road FC 010 (2012-11-24) | 4강 Road FC 010 (2012-11-24) | 4강 Road FC 010 (2012-11-24) |     |               | 결승 Road FC 011 (2013-04-13) | 결승 Road FC 011 (2013-04-13) | 결승 Road FC 011 (2013-04-13) |
|  |                              |                              |                              |  |  |                              |                              |                              |     |               |                               |                               |                               |
|  | 이용재                       | 이용재                       | TKO                          |  |  |                              |                              |                              |     |               |                               |                               |                               |
|  | 김원기                       | 김원기                       | 3R                           |  |  | 윤철1                        | 윤철1                        | 1R                           |     |               |                               |                               |                               |
|  | 구메 다카스케                | 구메 다카스케                | SUB                          |  |  | 구메 다카스케                | 구메 다카스케                | SUB                          |     |               |                               |                               |                               |
|  | 김창현                       | 김창현                       | 1R                           |  |  |                              |                              |                              |     | 구메 다카스케 | 구메 다카스케                 | 3-02                          |                               |
|  | 뷰실 콜로사                  | 뷰실 콜로사                  | TKO                          |  |  |                              | 남의철                       | 남의철                       | DEC |               |                               |                               |                               |
|  | 김석모                       | 김석모                       | 1R                           |  |  | 뷰실 콜로사                  | 뷰실 콜로사                  | 2-1                          |     |               |                               |                               |                               |
|  | 남의철                       | 남의철                       | TKO                          |  |  | 남의철                       | 남의철                       | DEC                          |     |               |                               |                               |                               |
|  | 도류 마사히로                | 도류 마사히로                | 1R                           |  |  |                              |                              |                              |     |               |                               |                               |                               |
|  |                              |                              |                              |  |  |                              |                              |                              |     |               |                               |                               |                               |
|  |                              |                              |                              |  |  |                              |                              |                              |     |               |                               |                               |                               |

1. 이용재 부상으로 대체출장

2. 연장 라운드

### 라운드 걸
- 박시현, 주다하, 임지혜

## 같이 보기
- 로드 FC 챔피언 목록
- 로드 FC 대회 목록
- 현 로드 FC 선수 목록
- 로드 FC 어워즈